# دره‌قشلاق
دره‌قشلاق (به لاتین: Dərəqışlaq) یک منطقهٔ مسکونی در جمهوری آرتساخ است که در استان شاهومیان واقع شده‌است.